# Барзикау
Барзика́у (осет. Барзыхъæу) — село в Алагирском районе Республики Северная Осетия-Алания. Входит в состав Фиагдонского сельского поселения.

## Географическое положение
Селение расположено в верховьях Куртатинского ущелья, по обоим берегам реки Фиагдон. Находится напротив севернее центра сельского поселения Верхний Фиагдон, в 44 км к юго-востоку от районного центра Алагир и в 47 км к юго-западу от Владикавказа.
Около селения располагается небольшое плато с благоприятным для земледелия микроклиматом.

## История
Местные жители связывают наименование селения с осетинским словом «бæрз» (берёза), предполагая, что в прошлом около селения находилась берёзовая роща. Профессор А. Д. Цагаева, используя слово «барз» (возвышенность, общество, группа), переводит наименование как «селение на возвышенности».
Одним из самых первых письменных упоминаний о Барзикау является «Прошение осетинского посольства», поданное в 1774 году во время русско-осетинских переговоров в Моздоке. Этот документ содержит список подписавших лиц, среди которых значится «старшина Джига Гвривиев (Гуриев) … старшина из деревни Барзикаве». Известна также «Опись осетинских сёл», составленная в 1780 году, в которой названа «деревня Барзыскау, состоящая из 62 дворов, 249 крещённых жителей».
«Дневник путешественника» Штедера от 1781 года выделяет «аул Барсикау на правом, восточном берегу у маленькой речки. Здесь нас наилучшим образом принял старшина Соломон Гуриев».
Жители аула приняли участие в волнениях июля 1830 года, за что карательная операция князя Ивана Абхазова разорила Барзикау вместе с близлежащими селениями Генал, Хуссар-Ламардон, Кобан, Лац, Хидикус.
Фамилии (осетинские роды)
Барзикау является родовым селением следующих осетинских фамилий:
Биджеловы (Биджелтæ), Габоевы (Гæбуатæ), Гуриевы (Гуыриатæ), Гадзиновы (Гаджиновы, Гæджынатæ), Джелиевы (Джелытæ), Дзодзиевы (Дзодзиатæ), Датриевы (Датъритæ), Парсиевы (Парсиатæ), Тохтиевы (Тохтиатæ), Хадарцевы (Хæдарцатæ).

## Население
| 2002 | 2010 | 2021 |
| ---- | ---- | ---- |
| 54   | ↗66  | ↗89  |

## Достопримечательности
Около селения установлены бюст И. Сталину, памятник жителям Куртатинского ущелья, погибшим на фронтах Великой Отечественной войны (скульптор Д. А. Цораев).
Кроме того в селении Барзикау находится круглоплановое святилище Кастарты-дзуар, который располагается в центре села. По местной легенде, каждый житель села принес сюда горсть земли и специально для него был возведён холм.
В южной части селения находится кладбище, на котором сохранилось надгробие в виде христианской часовни, принадлежавшая фамилии Габуевых. В восточной части надгробия вмонтированы две стелы с надписями: «Здесь покоится прах Димитрия Гугусъ Савкудзъ сын Габов скончался 13-го ноября 1899 года, будучи от роду 88 лет» и «Давид Бечмурза Джанхотов сын Габуевъ умер 1896 г. 29 августа будучи от роду 50 лет».
В селении находится комплекс историко-архитектурных сооружений из 13 памятников различной сохранности: 6 боевых башен, 4 склепа, 2 круглых в плане святилища, одно надгробие в виде часовни.
Объекты культурного наследия России
- Четыре сторожевые фамильные башни Гуриевых — памятник архитектуры федерального значения, XIV—XIX вв.;
- Дзуар — памятник архитектуры федерального значения, XIV—XIX вв.;
- Два наземных склепа — памятник архитектуры, XIV—XIX вв.;
- Два полуподземных склепа — памятник архитектуры, XIV—XIX вв.;
- Полуподземный склеп — памятник архитектуры регионального значения.

## Топографические карты
- Лист карты K-38-29 Алагир. Масштаб: 1 : 100 000. Состояние местности на 1984 год. Издание 1988 г.